# 파트리시아 라빌라
파트리시아 라빌라(Patricia Lavila, 1957년 ~ )는 알제리의 가수이다. 오랑에서 태어났다. 1974년 음악 잡지 《샐뤼 레 코반》이 실시한 인기 투표에서 여자부 3위로 랭크된 프랑스 팝 음악계의 신성이었다. 주위의 권유로 음악 학교에 들어가 노래를 배우고 9세 때 채리티 쇼에서 영화음악 〈파리는 불타고 있는가〉를 불러 주목을 받은 후 많은 콩쿠르에서 우승하여 16세 때 《사랑한다면》으로 정식 데뷔하였다.